# Caigongzhuang
Caigongzhuang (kinesiska: 蔡公庄, 蔡公庄镇) är en köping i Kina. Den ligger i storstadsområdet Tianjin, i den norra delen av landet, omkring 38 kilometer söder om stadens centrum. Antalet invånare är 21 498. Befolkningen består av 10 199 kvinnor och 11 299 män. Barn under 15 år utgör 20,0 %, vuxna 15-64 år 71 %, och äldre över 65 år 7,0 %.